# Iso Lampsinjärvi
Iso Lampsinjärvi är en sjö i kommunen Jyväskylä i landskapet Mellersta Finland i Finland. Den är 4,6 meter djup. Arean är 42 hektar och strandlinjen är 4,72 kilometer lång. Sjön  ingår i Kymmene älvs huvudavrinningsområde.   Den ligger omkring 15 kilometer väster om Jyväskylä och omkring 230 kilometer norr om Helsingfors. 